# Johann Adolph Hasse
Johann Adolph Hasse (25. februar 1699 ved Hamburg – 16. december 1783 i Venedig) var en tysk operakomponist.
Hasse var først ansat som sanger ved den da så berømte komponist Keisers opera i Hamburg, senere i Braunschweig, hvor han komponerede sin første opera, Antiochus (til tysk tekst).
Fra 1722 gjorde Hasse i Italien alvorlige studier dels hos Porpora, dels hos Scarlatti, og
da han derefter optrådte som operakomponist, vandt han hurtig italienernes yndest i den grad, at teatrene kappedes om at få ham til at skrive for dem.
Navnlig i Venedig var Hasse, også på grund af sit smukke klaverspil, i høj grad afholdt — han kaldtes il caro sassone —; og i denne by lærte han den berømte sangerinde Faustina Bordoni at kende, der 1730 blev hans hustru, og for hvem han siden hen skrev hovedpartierne i sine operaer.
I 1731 engagerede August II Hasse til kapelmester og Faustina til primadonna ved operaen i Dresden; men da Hasse følte sig utilfreds med forholdene, begav han sig på ny på kunstrejser, besøgte dels Italiens
musikbyer, hvor han hævdede sit gamle ry, dels London, hvor han derimod ikke kunde gøre sig gældende over for Händel.
I 1734 vendte han tilbage til Dresden og virkede nu her sammen med sin hustru til 1763, men begge drog i de følgende år ofte med orlov til de italienske skuepladser for deres berømmelse; 1750 fejrede Hasse også triumfer i Paris. Efter Syvårskrigens afslutning blev de af sparsommelighedshensyn pensionerede fra Dresdener operaen.
En række år havde Hasse nu ophold i Wien; trods sin høje alder komponerede han endnu fra tid til anden, og det var, da en ny opera af ham (hans sidste), Ruggiero, opførtes ved en festlighed i Milano 1771, at han udtalte de profetiske ord om Mozart, hvis Ascanio in Alba fremførtes samtidig: "Denne dreng vil bringe os alle i forglemmelse".
Hasse antages at have komponeret over 100 operaer, men kun forholdsvis få foreligger (helt eller delvis) trykte. Lige så
berømt og yndet Hasse var i sin levetid, lige så fuldstændig glemte er hans værker nemlig nu. De omfatter også oratorier og anden kirkemusik samt kantater, duetter, koncerter og kammermusik; men det var som operakomponist, Hasse frem for alt fejredes af samtiden.
Hasse havde ganske tilegnet sig den italienske (neapolitanske) operas stil; han frembragte med stor lethed, besad megen melodiøs opfindsomhed og ikke ringe karakteriseringsevne, vidste at skrive udmærket for sangerne og at underordne orkesteret under sangen og imødekom på de fleste punkter tidens smag, hvilket allerede forklarer den lykke, hans operaer gjorde.

## Liv og virke

### Ungdom og tidlig karriere
Johann Adolf Hasse blev født ind i en organistfamilie, som i flere generationer sad inde med organiststillingen ved St. Petri und Pauli-kirka i Bergedorf. Peter Hasse den ældre var hans oldefader.
Hasse studerede sang i Hamborg fra 1714 og blev ansat som tenorsanger ved Hamborgs Oper am Gänsemarkt i 1718 efter en anbefaling af digteren Johann Ulrich von König. Året efter blev han engageret som sanger ved Opernhaus am Hagenmarkt i Braunschweig. Med sig selv i titelrollen opførte han her sin første opera, Antioco (1721). Eftersom Nordtyskland ellers havde få muligheder at byde på, rejste han i 1722 til Napoli, hvor han studerede komposition hos Nicola Porpora og Alessandro Scarlatti.

### "Il divino Sassone"
Efter en stor succes med operaen Sesostrate ved det velrenommerede Teatro San Bartolomeo i Napoli 13. maj 1726, fulgte en række vellykkede opføelser av nye operaer som førte til, at Hasse etablerede sig i toplaget blandt operakomponisterne i Italien. I 1727 blev han kapelmester ved konservatoriet i Venedig, og under karnevalet i Venedig 1730 fik han en stor succes med operaen Artaserse. Dette var det første samarbejde med librettisten Pietro Metastasio, som han knyttede et livslangt venskab med. Under tilnavnet «il divino Sassone» ("den guddommelige sakser") var Hasse nu kendt over hele Italien.
I 1730 giftede han sig med Faustina Bordoni, en af tidens fremmeste mezzosopraner, og skrev siden altid primadonnapartierne for hende. Fra 7. juli til 8. oktober 1731 var begge engagerede i Dresden, hvor Hasse den 13. september 1731 uropførte operaen Cleofide. Johann Sebastian Bach og hans ældste søn Wilhelm Friedemann var blandt tilhørerne. I årene efter var de ofte i Dresdner Hofoper for at høre hübsche Liederchen (omtrentlig "smukke viser"), som var Bachs mildt ironiske karakteristik af Hasses arier.
Kong August den sterke tildelte ham titlen "Königlich Polnischen und Kurfürstlich Sächsischen Kapellmeisters", men Hasse tiltrådte officielt først 1. december 1733, under den nye konge, August III. I mellemtiden rejste Hasse og Bordoni rundt i Italien, hvor han opførte flere operaer og dominerede operascenen.

### Succes og rivalisering
Under sin 30-årige tjenestetid som hofkapelmester i Dresden, formede Hasse byens opera til at blive en af sin tids topensembler. Ved siden af sangerne, med Faustina Bordoni som primadonna, blev det nyorganiserede orkester regnet som så forbilledligt, at Jean-Jacques Rousseau i sin Encyclopédie (artiklen «Orchestre») brugte musikernes podieplacering som et mønstergyldigt eksempel. Det kongelige hof i Dresden gav Hasse og Bordoni en stor grad af frihed således, at de fik anledning til at pleje egne kontakter i Italien, deres egentlige kunstnerlige hjemsted. Det findes belæg for at ægteparret foretog mindst fem længere udenlandsrejser: fra november 1734 til januar 1737, fra september 1738 til slutningen af 1739, fra april 1744 til sensommeren 1745, fra juli 1746 til begyndelsen af januar 1747, og en rejse i løbet af året 1754. Turene gik ofte til Venedig, hvor Hasse ejede et hus, som han købte i 1735.
I slutningen af 1734 skal Hasse have været i London for at opføre en omarbejdet version af sin Artaserse med ensemblet Opera of the Nobility under ledelse af Nicola Porpora, men dette findes der ikke noget entydigt belæg for. I henhold til enkelte kilder afviste Hasse invitationen fra London med den begrundelse, at han ikke var i stand til at konkurrere mod Georg Friedrich Händel. Han kan også have ønsket at undgå Porpora, som han ikke stod på god fod med, men det var ikke til at undgå, da Porpora kom til Dresden i 1748. Hoffet udnævnte Porpora til kapelmester og sanglærer for prinsesse Maria Antonia Walpurgis, og snart udbrød der en række konflikter mellem de to kapelmestre. Eksempelvis skal Porpora have påstået, at Hasse med hensigt skrev arien «Se tutti i mali miei» i operaen Demofoonte således, at den blotlagde de sanglige svaghederne hos Porporas elev Regina Mingotti, men i realiteten hørte arien til Faustina Bordonis rolle i operaen. Den 7. januar 1749 blev Hasse udnævnt til overkapelmester og fik dermed overtaget, til gengæld voksede Regina Mingotti op som publikumsfavoritten blandt ensembelets sangstjerner. Faustina Bordoni trak sig tilbage fra scenen i begyndelsen af 1751, efter den sidste opførelse af Hasses opera Ciro riconosciuto, sandsynligvis fordi hendes stemme var begyndt at vise aldringstegn. Porpora forlod Dresden i begyndelsen af 1752.
På invitation af det franske hof var Hasse i Paris fra maj til august 1750. De fremtrædende repræsentanter for den franske oplysningstid, filosofferne Voltaire og Rousseau, fejrede ham som en budbringer fra den italienske musikkultur, som de anså som overlegen deres hjemlige franske. For Hasse var invitationen til Paris højdepunktet for hans europæiske ry.

### Syvårskrigen
Med udbruddet af Syvårskrigen gik Hasses store tid (Ära Hasse) i Dresden mod enden. Den 9. september 1756 besatte Fredrik den Stores tropper byen. Kongen, en passionert fløjtenist og amatørkomponist, var en stor beundrer af Hasses kunst, og til trods for krigstilstanden benyttede han enhver lejlighed til at musicere med ægteparret Hasse. Alligevel blev de ikke forskånet fra krigens realiteter, under kanonaden mod Dresden den 19. juli 1760 brændte deres bolig ned sammen med manuskripter af Hasses samlede værker, som var i færd med at blive klargjort for offentliggørelse. Familien begav sig til Wien i januar 1761, hvor Hasse i hovedsagen arbejdet som musiklærer for ærkehertuginderne Maria Carolina og Maria Antonia.

### Wien og Venedig
Efter, at krigen var slut, vendte Hasse og Bordoni tilbage til Dresden i 1763. Umiddelbart efter kong August IIIs død 5. oktober 1763, så efterfølgeren Frederik Christian sig nødt til at afskedige dem, da krigen havde ruineret landet økonomisk. Frederik Christian døde brat vel to måneder senere, 17. december 1763, og Hasse skrev og dirigerede musikken til sine to forhenværende tjenesteherrers gravfærder før han den 20. februar 1764 rejste til Wien. Der var tilhengerskaren til Christoph Willibald Glucks reformopera tiltagende, mens det kejserlige hof fortsat holdt fast ved den traditionelle opera seriaen. Med det "tragiske intermesso" Piramo e Tisbe (november 1768) nærmede Hasse sig forsigtigt den reformerede operagenre, og holdt selv dette værk som sit mest vellykkede.
I anledning af brylluppet mellem ærkehertug Ferdinand og prinsesse Maria Beatrice d'Este gav Maria Theresia af Østrig Hasse opdraget med at skrive festoperaen Ruggiero til en nyskrevet libretto af Metastasio. Uropførelsen skete i Milanos Teatro Regio Ducale den 16. oktober 1771, men den store begejstring udeblev. Væsentlig mere opmærksomhed fik den femtenårige Wolfgang Amadeus Mozarts opera Ascanio in Alba som blev opført dagen efter. Både Hasse og Metastasio afsluttede sine respektive livsværk med Ruggiero, og det fremgår af korrespondance, at Hasse og Metastasio indså, at tiden for den kunstæstetik, som de to havde kultiveret, var ovre. Hasse skal have udtalt, at Mozart kom til at overskygge dem alle.
I april 1773 flyttede Hasse og Bordoni til Venedig, hvor han tilbragte sin livsaften med at undervise og skrive kirkemusik. Bordoni døde den 4. november 1781, den artritplagede Hasse vel to år senere. De er begge begravede ved kirken San Marcuola i Venedig. Hasse var allerede glemt, da han døde, og fik ingen gravsten før F.S. Kandler finansierede en. Kandler skrev også en biografi om Hasse i 1820.

## Musik
Alt i alt skrev Hasse over 70 operaer, 14 oratorier, 5 te deum, flere messer, et rekviem, diverse misererer, litanier, motetter, salmer, kantater, klaverkoncerter og sonater, fløjtekoncerter med mere.
Med sine operaer blev Hasse den vigtigste repræsentant for opera seria-genren således, som den havde fået sin litterære form gennem Pietro Metastasios forfatterskab. Metastasios libretti blev tonsat af næsten alle kendte komponister på 1700-tallet, til dels også senere – nogen af dem over femten gange. Digteren selv fandt mest behag i Hasses måde at tonsætte librettierne, og Hasse brugte næsten alle Metastasios tekster, flere af dem mere end en gang.
Hasse fuldendte den form for opera seria, som i sit grundrids var færdig allerede, da han startede sin karriere. Han tilførte ikke nogen grundleggende nyt og stillede heller ikke spørgsmål ved formen. Til det sidste var han tro mod et skema, som bestod af en række arier knyttede sammen af recitativer. I Hasses tilfælde drejede det sig mest om secco-recitativer, for efter råd fra Metastasio benyttede Hasse sjeldent orkesterledsagede accompagnato-resitativer og derfor er disse specielt virkningsfulde som højdepunkter i den dramatiske spændingkurve.
I sine senere Dresden-operaer benyttede Hasse sig af mulighederne, som det stedlige kor gav. Eksempler er soldaterkoret i Solimano (med sceneorkester oveni) og et festlig præstekor i L'Olimpiade. Værker skrevet for den italienske scene begrænset sig til den obligatoriske slutsang med pro forma-betegnelsen «coro» som solisterne fremførte sammen, og som forklarede historiens morale.
Hasses arier, også duetterne som der normalt var én af per opera, følger den sædvanlige da capo-formen. Sangen har hovedsagelig opgaven med at få frem tekstens sproglige elegance og affektgehalt. Hasses melodiske opfinnsomhed yder på alle måder retfærdighed til alle grader af følelser, som Metastasios dramaer kan indeholde, men det var frem for alt let melankolske kærlighedts- og afskedssange, som den relativt kendte "Per questo dolce amplesso" fra Artaserse, som han kunne takke sin popularitet for.
Orkesteret kunne Hasse behandle på en fremragende måde. Instrumenterne bidrager til at male karakteristiske poetiske og musikalske farver uden, at det tager opmærksomheden væk fra sangen i forgrunden.
Hasses samtidige beundrede musikkens fornemme enkelhed og måden den glitrer uden større fagter eller påtrængende effekter. Fra dagens synsvinkel virker Hasses musik mindre original end Händels, den giver i mindre grad udtryk for en individuel personlighed til fordel for det samtiden fremholdt som et musikalsk skønhedsideal.

## Eftermæle
Få kunstnere med en sådan berømmelse i sin egen levetid er blevet bortglemt så hurtigt og så grundigt som Hasse, men den perifere rolle, han spiller i dag, står i stærk kontrast til hans musikhistoriske betydning. Han var en af 1700-tallets mest populære komponister med beundrere blandt personligheder som Maria Theresia af Østrig, Frederik II af Preussen og Voltaire (som kaldte ham "århundredets helt"). Alligevel var hans værker så stærkt knyttet til tidens æstetik, at de gik med ned, da stilen blev umoderne. Den noget senere operakomponist Christoph Willibald Gluck kritiserede opera seria-genren, som han mente bestod af endeløse arier komponerede efter samme mal uden hensyn til operaens handling, med ensformige modulationer og dårlig orkestrering, men på anden side også med elegant flydende melodier, som viste sangstemmens muligheder.
Operagenren, som udgjorde tyngdepunktet for Hasses musikproduktion, har ingen stor betydning på dagens operascene. Foruden nogen genre-atypiske enkeltstykker i arie-recitals, er 1700-tallets italienske seriøse opera næsten kun repræsenterede af Händel og Gluck – endvidere findes nogen indspilninger af Antonio Vivaldis operaer.